# Eversión de la esfera

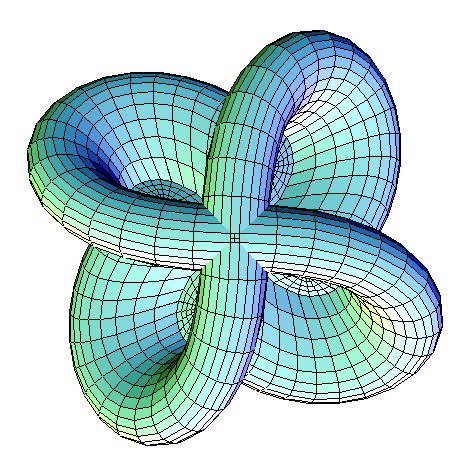
Superficie intermedia durante la eversión de la esfera denominada superficie de Morin.

En topología se demuestra que es posible evertir una esfera sin efectuar ningún corte en ella, aunque en el proceso se interseca a sí misma.
Esta posibilidad fue descubierta por Stephen Smale en 1958 y el primer ejemplo se debió al esfuerzo de muchos matemáticos, incluyendo a uno ciego, Bernard Morin.